# ۵۵۹ (میلادی)
۵۵۹ (میلادی) پانصد و پنجاه و نهمین سال تقویم میلادی است.

## درگذشتگان
‎